# Max Wilhelm Roman

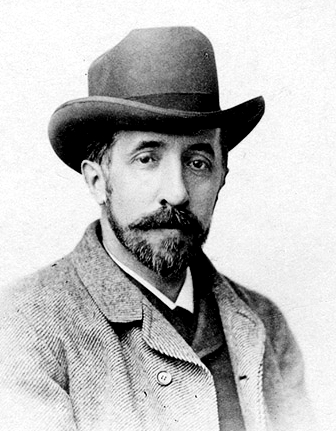
Max Wilhelm Roman

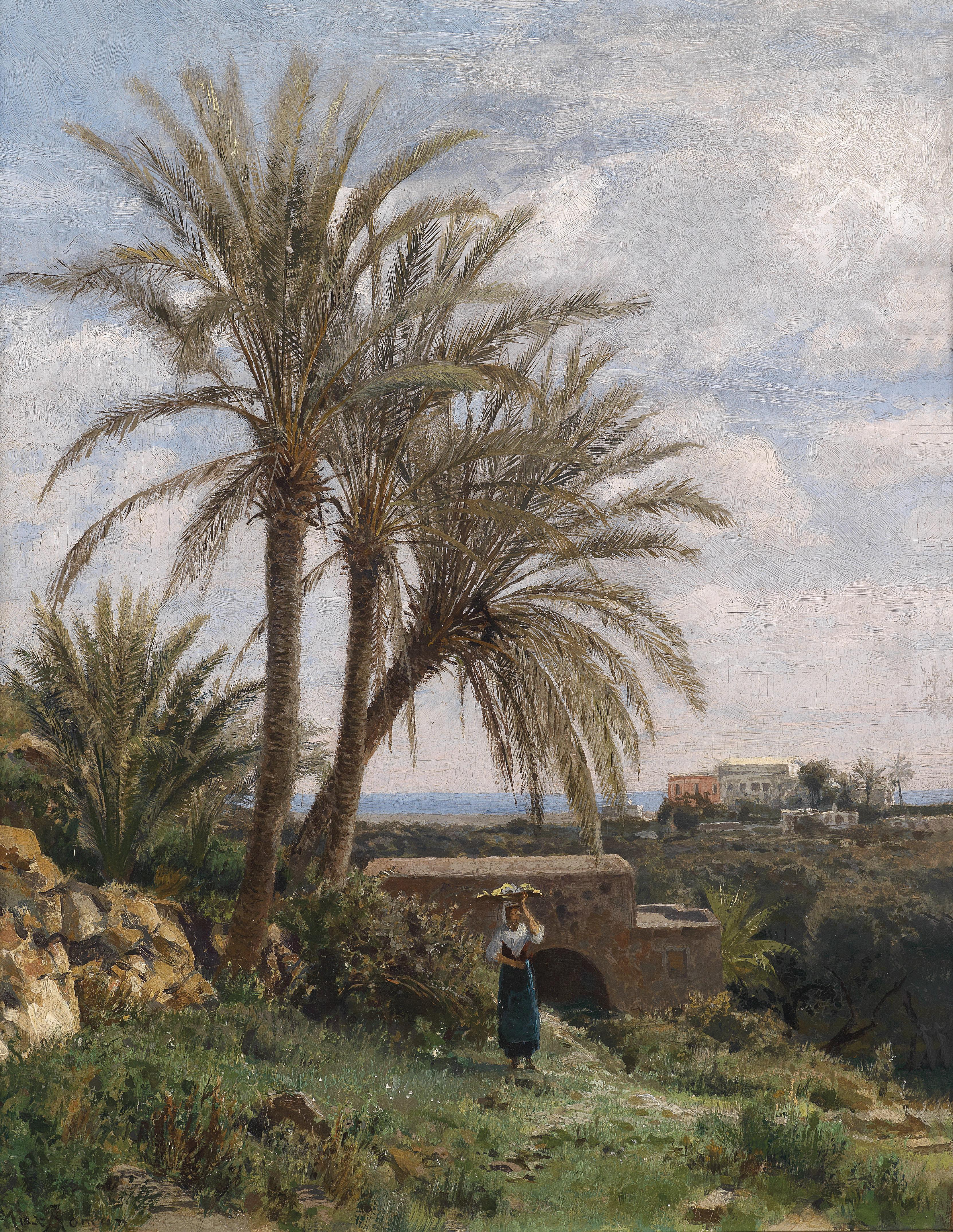
Antike Villa in Tivoli

Max Wilhelm Roman (* 30. April 1849 in Freiburg; † 8. Mai 1910 in Karlsruhe) war ein deutscher Landschaftsmaler und Lithograf.

## Leben und Werk
Max Roman wurde zur Zeit der Deutschen Revolution 1848/1849 in Freiburg im Breisgau im Großherzogtum Baden geboren.
Ein Studium absolvierte er in Nürnberg. 1871 ging er zusammen mit Emil Lugo, dessen Schüler er war, auf Studienreisen nach Italien. Bei Rom malte er 1872 die Landschaft Olevano Romano auf dem Monte Celeste. Die Gegend war Mitte des 19. Jahrhunderts Ziel zahlreicher europäischer Maler. Viele weitere Reisen in den Süden Europas, insbesondere nach Italien, folgten in seinem Leben.
1873 zurück in Deutschland studierte Max Roman von 1874 bis 1883 in Karlsruhe an der Großherzoglich Badischen Kunstschule und war Schüler von Hans Fredrik Gude, Eugen Bracht und Gustav Schönleber.
Mit seinem jüngeren Bruder Victor Roman (1841–1916), welcher Zeichenlehrer an den Bender’schen Lehranstalten in Weinheim war, durchwanderte er oftmals den Schwarzwald. Die dabei gesammelten Eindrücke von Höfen, Dörfern und den Landschaften fanden ihren Niederschlag in Romans vielen Bildwerken. Das Gutachtal mit der Gutacher Malerkolonie war eines der Ziele. Das Bild „Steinadeshof“ entstand hier.
1886 trat Roman eine Lehrerstelle an der im Oktober 1885 gegründeten Malerinnenschule in Karlsruhe an, und übernahm ab 1895 die Leitung dieser Kunstschule.
Für die Bände Der Schwarzwald des Autors Wilhelm Jensen fertigte Max Roman um 1890, wie auch Wilhelm Hasemann, Emil Lugo, Karl Eyth Illustrationen.
1891 heiratete er die Malerin und Grafikerin Käthe Roman-Försterling (* 1871) aus Dresden, Tochter des Malers Otto Försterling. Sie arbeitete als Buchschmuckkünstlerin und Keramikerin, hatte in Karlsruhe studiert, und unterrichtete Blumenmalerei an der „Malerinnenschule“ und war auch an der Karlsruher Kunstgewerbeschule tätig.
Max Roman und seine Frau Käthe Roman-Försterling waren um 1899 Mitglied des Künstlerbunds Karlsruhe.
Max Roman starb 1910 im Alter von 61 Jahren. Seine Frau Käthe war vorher mit den Kindern Maria und Wilhelm an ihren Geburtsort Dresden zurückgezogen. Es hieß, dass sie ihre Lehrtätigkeit 1907 wegen Krankheit ihrer Kinder aufgegeben hatte. Aber der Grund war wohl eher ein anderer. Ihr Mann Max Roman und ihre Mutter hatten sie entmündigen lassen. Käthe wurde von ihrem Ehemann geschieden und lebte anscheinend in psychiatrischer Behandlung.

## Werke
- Landschaft bei Olevano, 1872, Staatliche Kunsthalle Karlsruhe
- Felsige Landschaft bei aufziehendem Gewitter, 1879
- Römische Campagne, 1881
- Griechische Landschaft, 1881
- Weg zur Burg Regenstein im Harz, 1884
- Italienische Landschaft mit Frauen an einem Brunnen, 1886
- Italienische Gebirgslandschaft, 1886
- Dorf an der ligurischen Küste, 1892
- Italienischer Bergpfad, 1893
- Bäuerinnen beim Ziehbrunnen, 1893
- Sägemühle außerhalb Bad Teinach/Schwarzwald, um 1900, Staatliche Kunsthalle Karlsruhe
- Ruinen in der Campagna, 1906
- Schwarzwaldlandschaft, 1908
- Regenstimmung, Bauernhäuser im Schwarzwald, 1909
- Felspartie in der Eifel, Sammlung Schirm, Berlin[10]
- Blick auf Dubrovnik